# Brigitte Rohkohl
Brigitte Rohkohl (* 11. Februar 1946 in Hamburg) ist eine deutsche Schauspielerin, Medienjournalistin und Rundfunkmoderatorin beim NDR.

## Leben
Sie ist die Tochter des Schriftstellers, Hörspielautors, Drehbuchschreibers und Regisseurs Dieter Rohkohl, der zeitweilig Chef der Unterhaltungsabteilung von Radio Bremen war. Brigitte Rohkohl erhielt in den ausgehenden 60er Jahren Schauspielunterricht bei Eduard Marks an der Staatlichen Schauspielschule. Anschließend wurde sie als Rundfunksprecherin angestellt und erhielt außerdem durchgehende Rollen in zwei Fernsehserien.
Bald entwickelte Brigitte Rohkohl mehr und mehr Interesse für Rundfunkmoderation und -journalismus und wirkte zunächst als Reporterin bei Radio Bremen. Bekannt wurde sie im norddeutschen Raum vor allem dank ihrer Moderationen von Musiksendungen auf NDR 2. Im Fernsehen trat sie als Moderatorin in den ARD-Reihen Video & Co (1984) und Leute mit Verhältnissen (1986) auf.
Brigitte Rohkohl ist auch als Buchautorin (Rock-Frauen, 1979) in Erscheinung getreten. Sie war bis zu seinem Tod mit dem Schauspieler Gerd Baltus verheiratet und lebt weiterhin in ihrer Geburtsstadt Hamburg.

## Filme
- 1969/70: Junger Herr auf altem Hof (TV-Serie)
- 1969/70: Kapitän Harmsen (TV-Serie)
- 1990: Hotel Paradies (TV-Serie, eine Folge)
- 1993: Geschichten aus dem Leben (TV-Serie, eine Folge)
- 2002: Stubbe – Von Fall zu Fall: Das vierte Gebot